# Macrobracon bicolor
Macrobracon bicolor är en stekelart som beskrevs av Baltazar 1963. Macrobracon bicolor ingår i släktet Macrobracon och familjen bracksteklar. Inga underarter finns listade i Catalogue of Life.